# Stromanthe sanguinea
Espèce
Stromanthe sanguinea est une plante de la famille des Marantaceae originaire du Brésil.

## Synonymes
- Maranta sanguinea (Sond.) Planch.
- Phrynium sanguineum (Sond.) Hook.
- Thalia sanguinea (Sond.) Lem.

## Répartition
Forêt primaire du Brésil